# Aimo (Heiliger)
Der heilige Aimo (auch Aymon oder Hamon) (* ? in Landecob bei Rennes, Frankreich; † 1173) war Mystiker und Mönch in der Abtei Savigny.
Er wurde im Dorf Landecob, Bretagne, in der Nähe von Rennes geboren. Aimo trat in das Kloster Savigny in Savigny, Normandie, ein. Da der Verdacht auf Lepra bestand, wurde er des Klosters verwiesen, damit sich die Krankheit nicht ausbreitete. Aimo zog sich in einen nahegelegenen Wald zurück, wo er sich um zwei andere Mönche kümmerte, die Lepra hatten.
Als sich herausstellte, dass er nicht an Lepra litt, durfte Aimo ein Professmönch werden und wurde zum Priester geweiht. Er wurde ein herausragender Beichtvater und spiritueller Leiter. Als Konversenmeister war er für die Konversen, die Laienbrüder, verantwortlich.
Seine Hingabe an die Heiligen führte zum Bau mehrerer Kirchen und Kapellen in der Normandie zu ihren Ehren. Aimo ist vor allem für seine wohltätige Fürsorge, insbesondere gegenüber den Kranken, und für seine mystischen Erfahrungen bekannt.